# Gaetano Perusini

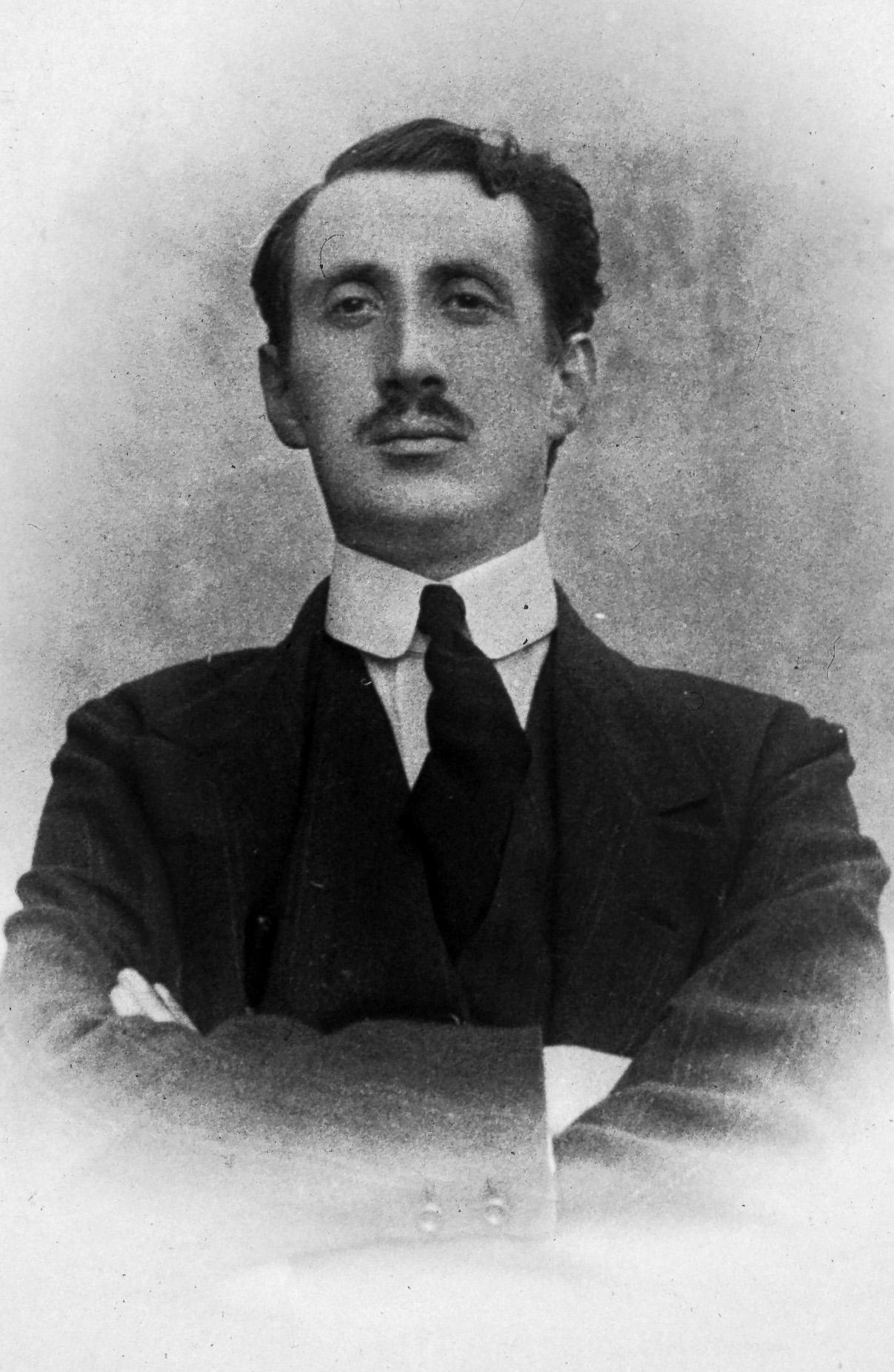
Gaetano Perusini circa 1905

Gaetano Perusini (* 24. Februar 1879 in Udine; † 8. Dezember 1915 in Cormòns) war ein italienischer Psychiater.

## Leben
Gaetano Perusini war Schüler und Mitarbeiter von Alois Alzheimer in München und Assistenzarzt in einer Nervenheilanstalt in Rom. Er wirkte maßgeblich an der Erforschung der Alzheimer-Krankheit mit.
Im Ersten Weltkrieg meldete er sich als Freiwilliger bei der italienische Armee und diente als Feldarzt an der Isonzofront. Er starb im Alter von 36 Jahren in einem Feldlazarett in Cormòns, nachdem er von mehreren Granatsplittern schwer verletzt worden war.